# Какое оно, море?
«Какое оно, море?» — советский художественный фильм 1964 года по мотивам повести Николая Дубова «Мальчик у моря». Первая совместная работа в кино Василия Шукшина и Лидии Федосеевой.

## Аннотация
Шестилетний Сашка впервые отправляется с рыбачьей артелью во время путины в море. Там юный морячок на глазах команды взрослеет, и рыбаки признают его своим.

## В ролях
- Андрей Бухаров — Сашук
- Таня Антипина — Ануся
- Николай Крючков — Иван Данилович глава рыбацкой артели
- Василий Шукшин — Жорка матрос
- Лидия Федосеева — Настя мама Сашука
- Виллор Кузнецов — Фёдор папа Сашука
- Вадим Захарченко — Игнат
- Иван Жеваго — Гладкий председатель колхоза
- Станислав Любшин — Евгений (звездочёт)
- Светлана Дружинина — Людмила мама Ануси

## Съёмочная группа
- Режиссёр: Бочаров, Эдуард Никандрович
- Автор сценария: Дубов, Николай Иванович
- Оператор: Шатров, Игорь Владимирович
- Художник-постановщик: Бахметьев, Игорь Александрович
- Композитор: Эшпай, Андрей Яковлевич
- Звукорежиссёр: Николай Озорнов

Натурные съёмки фильма проходили летом 1964 года в Крыму, в Судаке. В советском кинопрокате 1965 года — 6,5 миллионов зрителей